# Dittrichia
Genre
Classification phylogénétique
Dittrichia est un genre de plante à fleurs de la famille des Asteraceae. Il ne comprend que deux espèces, d'après la base de données Tela Botanica. Une révision du genre Inula a isolé deux espèces qui ont été renommées.

## Liste des espèces
Deux taxons appartiennent maintenant au genre Dittrichia.
- Dittrichia graveolens
- Dittrichia viscosa